# Clathromorphum
Clathromorphum, rod crvenih algi iz porodice Mesophyllumaceae opisan 1898. godine. Postoji nekoliko vrsta. Tipična je morska alga C. compactum.

## Vrste
1. Clathromorphum circumscriptum (Strömfelt) Foslie
2. Clathromorphum compactum (Kjellman) Foslie - tip
3. Clathromorphum lemoineanum M.L.Mendoza & Cabioch
4. Clathromorphum nereostratum Lebednik
5. Clathromorphum obtectulum (Foslie) W.H.Adey
6. Clathromorphum tubiforme Y.M.Chamberlain, R.E.Norris, Keats & Maneveldt
7. Clathromorphum variabile M.L.Mendoza & S.Molina